# Maleny
Maleny – miasto w Australii, w stanie Queensland.